# Rakousko na letních olympijských hrách
Rakousko na letních olympijských hrách startuje od roku 1896. Toto je přehled účastí, medailového zisku a vlajkonošů na dané sportovní události.

## Účast na Letních olympijských hrách
| Dějiště LOH            | LOH      | Vlajkonoš                            | Zlatá medaile | Stříbrná medaile | Bronzová medaile | Celkem |
| ---------------------- | -------- | ------------------------------------ | ------------- | ---------------- | ---------------- | ------ |
| 1896 Athény            | LOH 1896 | nebyl                                | 2             | 1                | 2                | 5      |
| 1900 Paříž             | LOH 1900 | nebyl                                |               | 3                | 3                | 6      |
| 1904 St. Louis         | LOH 1904 | nebyl                                |               |                  | 1                | 1      |
| 1908 Londýn            | LOH 1908 | nebyl                                |               |                  | 1                | 1      |
| 1912 Stockholm         | LOH 1912 | nebyl                                |               | 2                | 2                | 4      |
| 1920 Antverpy          | 1920     |                                      |               |                  |                  | Ne     |
| 1924 Paříž             | LOH 1924 | nebyl                                |               | 3                | 1                | 4      |
| 1928 Amsterdam         | LOH 1928 | Ludwig Wessely                       | 2             |                  | 1                | 3      |
| 1932 Los Angeles       | LOH 1932 | nebyl                                | 1             | 1                | 3                | 5      |
| 1936 Berlín            | LOH 1936 | Fritz Wurmböck                       | 4             | 6                | 3                | 13     |
| 1948 Londýn            | LOH 1948 | nebyl                                | 1             |                  | 3                | 4      |
| 1952 Helsinky          | LOH 1952 | Willi Welt                           |               | 1                | 1                | 2      |
| 1956 Melbourne         | LOH 1956 | Franz Wimmer                         |               |                  | 2                | 2      |
| 1960 Řím               | LOH 1960 | Herbert Wiedermann                   | 1             | 1                |                  | 2      |
| 1964 Tokio             | LOH 1964 | Hubert Hammerer                      |               |                  |                  | 0      |
| 1968 Ciudad de México  | LOH 1968 | Roland Losert                        |               | 2                | 2                | 4      |
| 1972 Mnichov           | LOH 1972 | Hubert Raudaschl                     |               | 1                | 2                | 3      |
| 1976 Montréal          | LOH 1976 | Günther Pfaff                        |               |                  | 1                | 1      |
| 1980 Moskva            | LOH 1980 | Karl Ferstl                          | 1             | 2                | 1                | 4      |
| 1984 Los Angeles       | LOH 1984 | Hubert Raudaschl                     | 1             | 1                | 1                | 3      |
| 1988 Soul              | LOH 1988 | Hubert Raudaschl                     | 1             |                  |                  | 1      |
| 1992 Barcelona         | LOH 1992 | Elisabeth Theurerová                 |               | 2                |                  | 2      |
| 1996 Atlanta           | LOH 1996 | Hubert Raudaschl                     |               | 1                | 2                | 3      |
| 2000 Sydney            | LOH 2000 | Wolfram Waibel                       | 2             | 1                |                  | 3      |
| 2004 Athény            | LOH 2004 | Roman Hagara                         | 2             | 4                | 1                | 7      |
| 2008 Peking            | LOH 2008 | Hans-Peter Steinacher                |               | 1                | 2                | 3      |
| 2012 Londýn            | LOH 2012 | Markus Rogan                         |               |                  |                  | 0      |
| 2016 Rio de Janeiro    | LOH 2016 | Liu Jia                              |               |                  | 1                | 1      |
| 2020 Tokio             | LOH 2020 | Tanja Frank Thomas Zajac             | 1             | 1                | 5                | 7      |
| 2024 Paříž             | LOH 2024 | Felix Oschmautz Michaela Polleresová | 2             | 0                | 3                | 5      |
| Celkem                 | 29       |                                      | 22            | 35               | 44               | 101    |
| Zdroj na Olympedia.org |          |                                      |               |                  |                  |        |